# 羅 (絲織品)

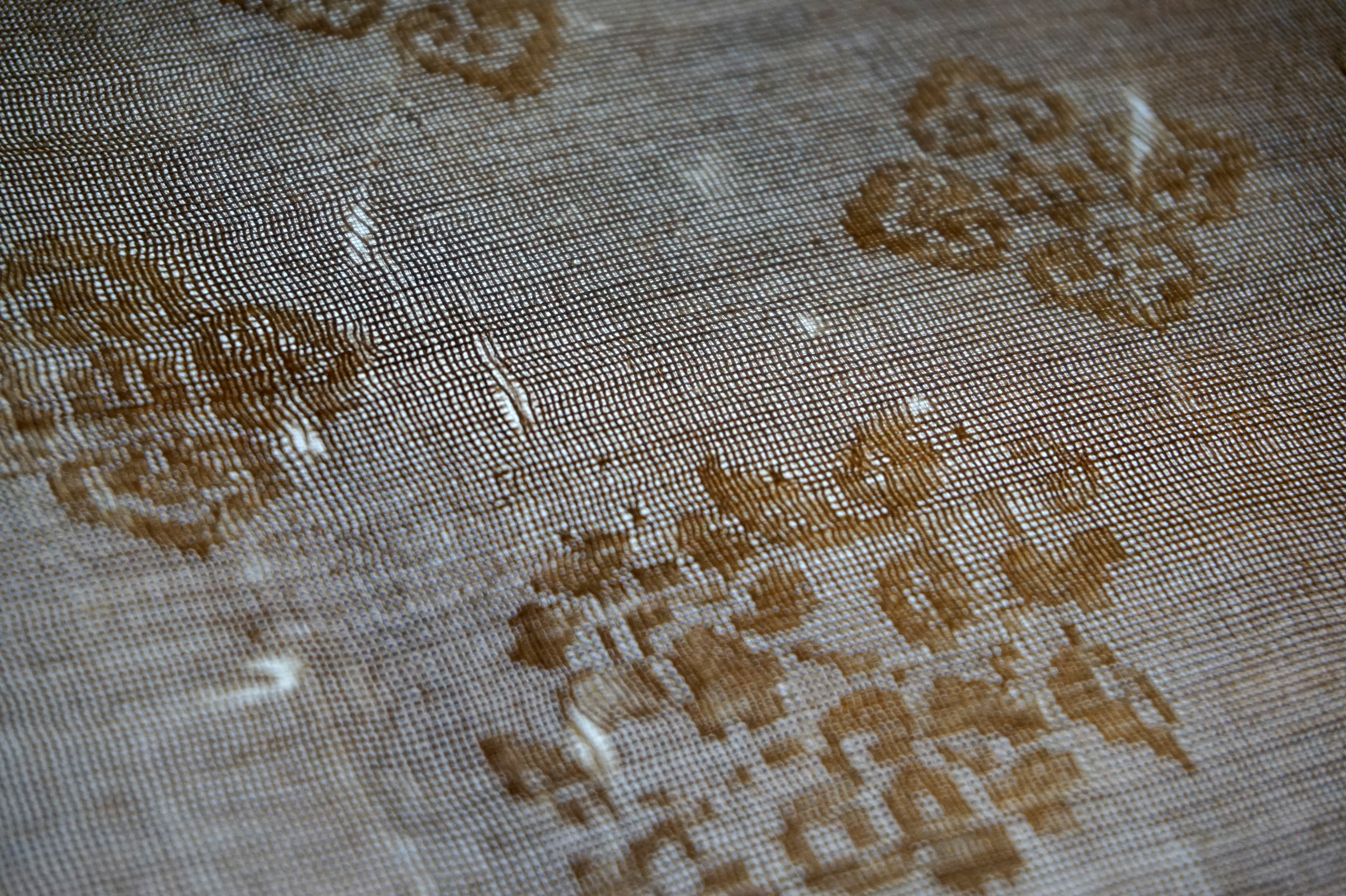
南宋黄褐色如意山茶暗花罗

羅是一種以絞經織法織成的絲織品，其經線是以三經或以上线互绞而成，织物其表面質地緊密、結實，同時具有紗空眼，既顯得風格雅致，又舒適涼爽，是夏季良好衣料，由於中國的羅產於浙江省的杭州市，因此又稱杭羅。杭羅由於歷史悠久，品質優良，成為羅類織物的傳統名品，馳名中外。
羅的品種有橫羅、直羅、花羅等。它與綾、綢、緞同為中國傳統絲織品，合稱綾羅綢緞。

## 延伸阅读
[在维基数据编辑]
 《欽定古今圖書集成·經濟彙編·食貨典·羅部》，出自陈梦雷《古今圖書集成》